# Gäspning

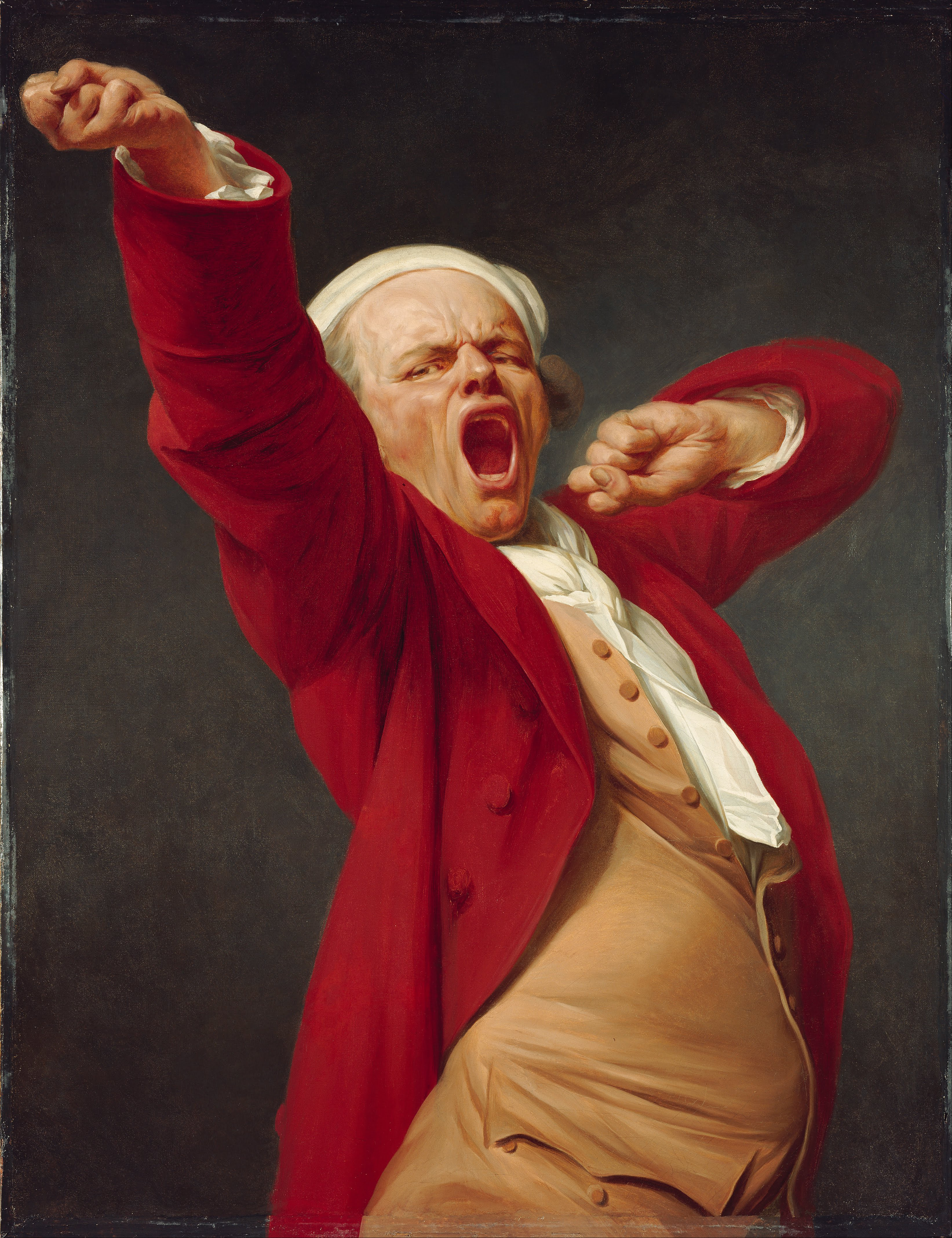
Självporträtt av Joseph Ducreux som sträcker på sig och gäspar.

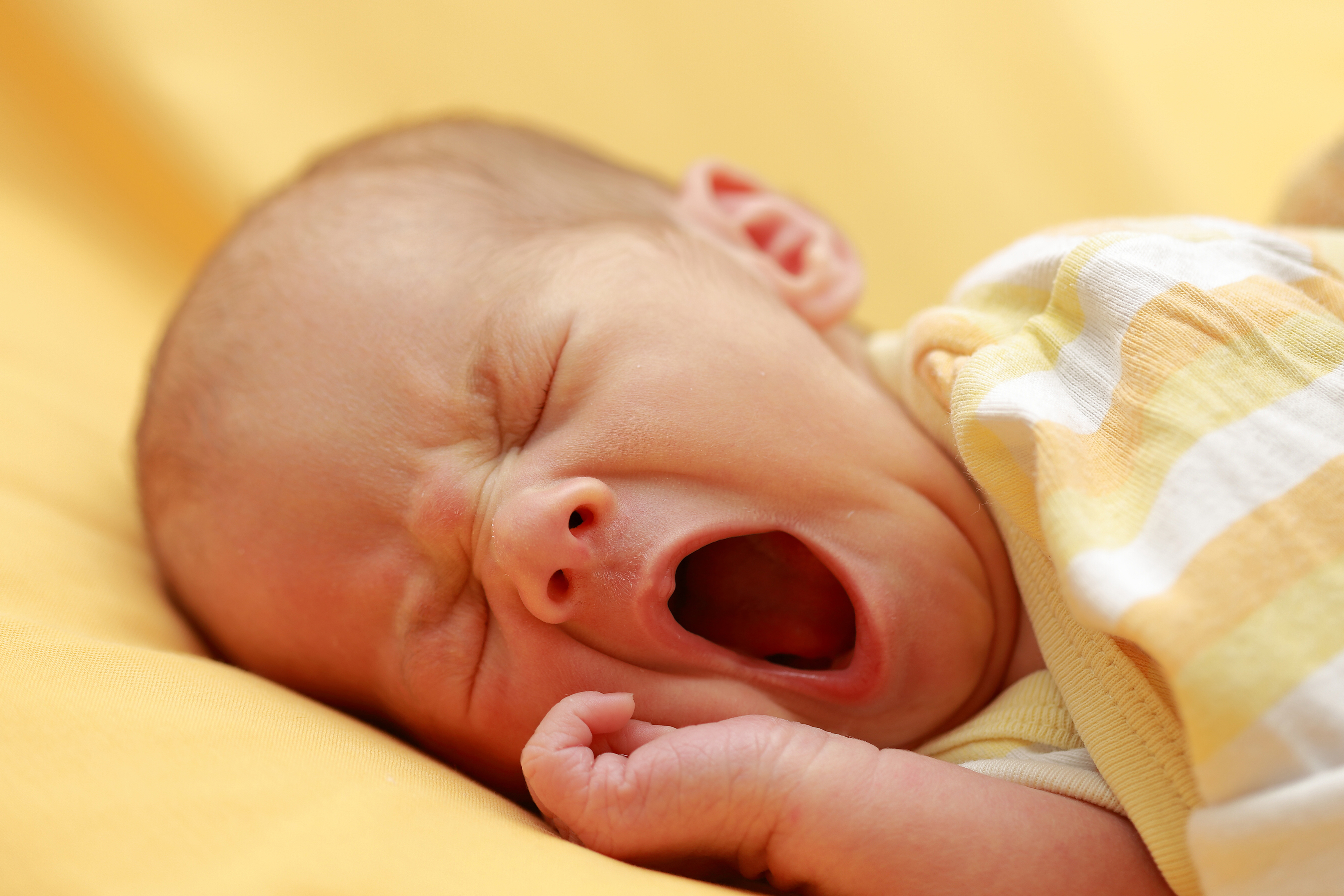
Baby som gäspar

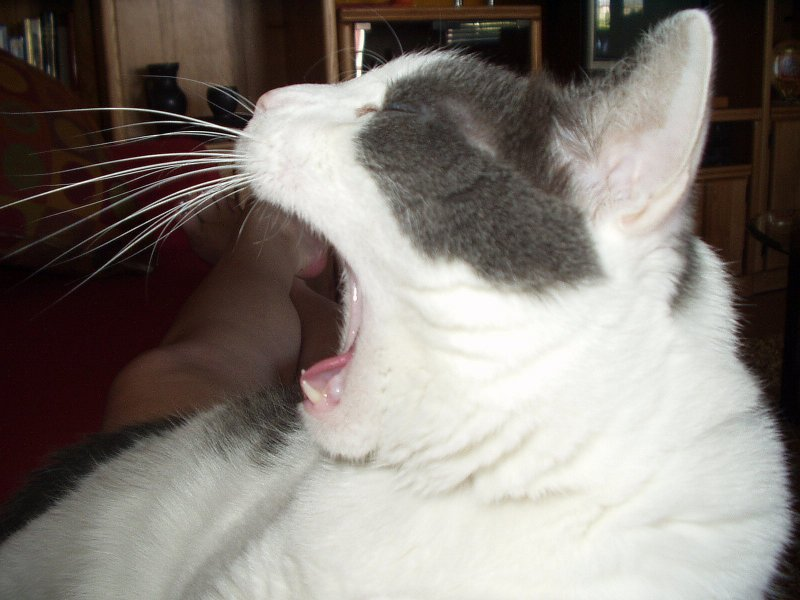
En gäspande katt.

En gäspning (latin: oscitatio) är en djup reflexmässig inandning med öppen mun. Man gäspar oftast för att man är trött men även om man är uttråkad, nervös, överansträngd, har druckit alkohol eller har tagit lugnande medel. När man är trött brukar man också sträcka och tänja på kroppen, bland annat för att inte somna.
Enligt en studie gäspar man för att hålla hjärnan nedkyld genom att hjärtrytmen, ansiktsmuskulaturen och blodgenomströmningen ökar. Enligt en annan studie beror gäspsmittning på att människans förfäder hade en ritual för att hålla sig vakna och vaksamma. När någon gäspar smittar alltså inte tröttheten, utan det är en undermedveten respons på att en gäspande personen öppnar munnen. En annan studie har visat att barn under fem år inte påverkas av att en person i ett videoklipp gäspar, men att barn under sex år gäspar när någon läser en historia högt om gäspning. Även foster gäspar, trots att de inte andas in syre genom lungorna.
Det finns ett stort antal djurarter som gäspar, bland annat apor, råttor, marsvin, pingviner, fåglar, fiskar, reptiler samt hund- och kattdjur. Ibland kan gäspningarna användas som en varningssignal. Charles Darwin nämnde exempelvis i boken The Expression of the Emotions in Man and Animals att babianer gäspar för att hota sina fiender (varvid tänderna blottas). Babianerna använder sig också av gruppgäspning som signal för att det är sovdags, en ritual som avslutas med en enorm gäspning av babianhannen.
Ordet "gäspning" är belagt i svenska språket sedan 1620.